# Rosa arvensis
Rosa arvensis es una especie de planta del género Rosa, de la familia Rosaceae.

## Taxonomía
Rosa arvensis fue descrita por Huds. en 1762.

## Distribución
Se encuentra en el territorio de Europa y Turquía.